# Villavaquerín
Villavaquerín è un comune spagnolo di 198 abitanti situato nella comunità autonoma di Castiglia e León.